# Tom Turesson
Thomas ("Tom") Turesson (Vendel (Zweden), 17 mei 1942 – 13 december 2004) was een Zweeds voetballer. Turesson was een flitsende, ranke centrumspits.

## Clubcarrière
Zijn profcarrière startte hij bij Hammarby IF. In 1968 vertrekt hij naar het buitenland: Club Brugge. Daar fungeerde hij als bliksemafleider voor Raoul Lambert en week hij graag uit naar de flanken om daar voorzetten te versturen. In 1970 keerde hij echter terug naar Hammarby IF, om er in 1976 z'n profcarrière te beëndigen.
Na zijn carrière sukkelde hij met zijn gezondheid. Hij kreeg verschillende niertransplantaties. Hij overleed in 2004 op 62-jarige leeftijd.